# 巨蜥科
巨蜥科（学名：Varanidae）为爬行纲有鳞目的一科，现仅存1属，包括现存最大的蜥蜴——科莫多巨蜥。体型较大，头部、吻部、尾部都较长。四肢强壮。大多为陆生，以小动物和腐肉为食。分布于大洋洲、非洲和亚洲热带、亚热带地区。